# Гіллсборо (Меріленд)
Гіллсборо (англ. Hillsboro) — місто (англ. town) в США, в окрузі Керолайн штату Меріленд. Населення — 128 осіб (2020).

## Географія
Гіллсборо розташоване за координатами 38°55′1″ пн. ш. 75°56′29″ зх. д. / 38.91694° пн. ш. 75.94139° зх. д. (38.916870, -75.941490).  За даними Бюро перепису населення США в 2010 році місто мало площу 0,39 км², уся площа — суходіл. В 2017 році площа становила 0,35 км², уся площа — суходіл.

## Демографія
Згідно з переписом 2010 року, у місті мешкала 161 особа в 68 домогосподарствах у складі 46 родин. Густота населення становила 414 особи/км².  Було 75 помешкань (193/км²).
Расовий склад населення:
| - 96,3 % — білих - 2,5 % — чорних або афроамериканців - 1,2 % — осіб інших рас |

До двох чи більше рас належало 0,0 %. Частка іспаномовних становила 3,1 % від усіх жителів.
За віковим діапазоном населення розподілялося таким чином: 22,4 % — особи молодші 18 років, 66,4 % — особи у віці 18—64 років, 11,2 % — особи у віці 65 років та старші. Медіана віку мешканця становила 38,3 року. На 100 осіб жіночої статі у місті припадало 89,4 чоловіків;  на 100 жінок у віці від 18 років та старших — 98,4 чоловіків також старших 18 років.
Середній дохід на одне домашнє господарство  становив 54 456 доларів США (медіана — 60 625), а середній дохід на одну сім'ю — 61 300 доларів (медіана — 62 813). За межею бідності перебувало 10,5 % осіб, у тому числі 0,0 % дітей у віці до 18 років та 18,5 % осіб у віці 65 років та старших.
Цивільне працевлаштоване населення становило 43 особи. Основні галузі зайнятості: освіта, охорона здоров'я та соціальна допомога — 25,6 %, роздрібна торгівля — 20,9 %, виробництво — 11,6 %, транспорт — 9,3 %.